# Joe South
Pour les articles homonymes, voir South.
Joe South, de son vrai nom Joseph Alfred Souter (né le 28 février 1940 à Atlanta, et mort le 5 septembre 2012) est un auteur-compositeur-interprète et guitariste américain.
Sa chanson la plus connue est Games People Play, no 14 aux États-Unis en 1969, qui lui vaut en 1970 le Grammy Award de la chanson de l'année. Il est également l'auteur des chansons Hush (Billy Joe Royal, Deep Purple), Walk a Mile in My Shoes (en) (Elvis Presley) et Rose Garden (Lynn Anderson).
South est également un musicien de studio qui a joué pour Aretha Franklin (Chain of Fools) et Bob Dylan (Blonde on Blonde).

## Discographie
- 1969 : Introspect
- 1969 : Games People Play
- 1970 : Don't It Make You Want to Go Home?
- 1971 : Joe South
- 1971 : So the Seeds Are Growing
- 1972 : A Look Inside
- 1975 : Midnight Rainbows
- 1976 : You're the Reason